# Операція «Бадр»
Операція «Бадр» (івр. מבצע בדר, араб. عملية بدر) — єгипетська військова операція з форсування Суецького каналу під час війни Судного дня у 1973 році.

## Передісторія
У 1967 році в результаті Шестиденної війни Ізраїль окупував Синайський півострів. Лінія фронту пройшла по Суецькому каналу. На східному березі каналу ізраїльські військові обладнали потужну оборонну лінію, яка повинна була стати нездоланною для єгипетських військ в разі їх спроби форсування каналу.
Готуючись до форсування, єгиптяни спочатку планували долати ізраїльські укріплення, підриваючи високі піщані стіни вибухівкою, але потім одному з офіцерів спала на думку вдала ідея використовувати для їх розмиву водомети.

## Хід операції
Єгипет розгорнув п'ять дивізій, в тому числі 100 000 солдатів, 1350 танків і 2000 гармат і важких мінометів для нападу.
Ізраїль: 450 солдатів в 16 фортах по всій довжині каналу і близько 290 танків в трьох танкових бригадах на весь Синай, тільки одна з яких була розгорнута поблизу каналу.

### 6 жовтня
14:00 У повітря піднімаються 200 єгипетських літаків. Артилерія починає навісний вогонь по мінних полях і дротових загородженнях. 14:05 Перші хвилі єгипетської піхоти переправляються через канал. Розвідгрупи інженерних військ переконуються, що випускні отвори горючої рідини заблоковані. Одночасно перші загони командос перебираються через насип, прямуючи за лінію фронту противника, щоб захопити піщані укриття, призначені для ведення танкового вогню. На півдні починається переправа бронетехніки. 14:20 Основні сили єгипетської артилерії відкривають вогонь прямою наводкою по фортах лінії Бар-Лева. 14:30-14:45 Висаджується перша хвиля єгипетської піхоти. Ізраїльські танки починають рух до каналу, але частина їх позицій вже зайнята єгиптянами, озброєними протитанковими знаряддями.
14:45 Друга хвиля висаджується на східний берег каналу. Надалі вони будуть висаджуватися кожні 15 хвилин. 15:00 єгиптянами узятий перший форт лінії Бар-Лева. Взяті перші полонені. Ізраїльські ВПС завдають перший повітряний удар. 15:30 Інженерні війська єгиптян починають промивати проходи в піщаному бар'єрі. 16:30 Починається будівництво мостів і поромів. 17:30 Дванадцята хвиля переправилася через канал і подолала насип. Захоплений плацдарм завдовжки 8 км і завширшки 3,5—4 км. 17:50 В глибині Синайського півострова єгиптяни скидають 4 батальйони командос. 18:30 Відкрито перший прохід в піщаному бар'єрі. 20:30 Починається рух єгипетської бронетехніки на першу мосту. 1:00 780 танків і 300 одиниць іншої техніки форсували канал.
В ході операції єгипетські війська просунулися на 15 км вглиб Синайської пустелі. Ізраїльський батальйон, який перебував на позиціях лінії Бар-Лева, зіткнувся з силами, що перевершують його в декілька разів. Батальйон був швидко розбитий, уцілів лише один укріплений пункт під кодовою назвою «Будапешт», він так і не був узятий до кінця війни.
Для ліквідації єгипетського плацдарму ізраїльтяни задіяли 252-ту регулярну бронетанкову дивізію Авраама Мандлера. Однак, танкові атаки, без достатньої підтримки піхоти, наткнулися на замасковані позиції єгипетської піхоти, оснащені РПГ і ракетами «Малютка». Ізраїльські танкові сили були відкинуті з важкими втратами.
На ранок 7 жовтня у 252-й дивізії залишалося 103 танки з 268. До цього часу Єгипет переправив на східний берег каналу 90 000 осіб, 850 танків і 11 000 БТР, БРДМ та автомашин. Одночасно почали прибувати перші частини 162-ї резервної дивізії Авраама Адана і 143-ї резервної дивізії Арієля Шарона. До вечора на Синайському фронті в Ізраїлі було 480 танків у складі трьох дивізій.

### 8 жовтня
Командувач ізраїльським південним фронтом Шмуель Гонен, що пробув на посаді лише 3 місяці після відставки генерала Арієля Шарона, наказав бригаді Габі Аміра контратакувати єгиптян в районі Хізайон. Контратака в районі Хізайон не обіцяла ізраїльтянам нічого хорошого, оскільки там танки могли бути легко знищені вогнем єгипетських ПТУР, які були розташовані на зручних вогневих позиціях. Незважаючи на небажання Аміра, наказ був виконаний. Після полудня ізраїльтяни знову атакували Хазайон двома батальйонами бригади Натці Ніра. В ході цієї атаки батальйон Асафа Ягурі втратив 16 танків з 25, сам Ягурі потрапив в полон. Скориставшись втратами ізраїльтян, ближче до ночі єгиптяни організували наступ, який було зупинено бригадами Аміра і Натці за підтримки 143-ї танкової дивізії Арієля Шарона, мобілізованого на південний фронт. Після цього настала пауза.

## Підсумки і наслідки
Протягом декількох днів жодна зі сторін не робила серйозних і рішучих дій. Єгиптяни зупинилися, виконавши первинне завдання — форсування Суецького каналу, і закріпившись на Синайському березі. Єгипетський військовий міністр генерал Ахмад Ісмаїл Алі вимагав, щоб єгипетські сили зробили потужний наступ на схід, але начальник штабу єгипетської армії генерал Шазлі вважав, що єгипетські частини повинні залишатися під прикриттям зенітних ракет. Ізраїльтяни зайняли гнучку оборону і чекали підходу резервів.
Начальник ізраїльського Генштабу Давид Елазар змінив командувача Південним фронтом: замість Гонена, який показав свою некомпетентність, він повернув на посаду знову мобілізованого Хаїма Бар-Лева. Тим часом, побоюючись, що зміна командувача під час війни погано позначиться на моральному дусі військ, Елазар залишив Гонена на південному фронті на посаді начальника штабу при Бар-Леві.